# Natacha Lindinger
Pour les articles homonymes, voir Lindinger.
Natacha Lindinger, née le 20 février 1970 à Paris 17e, est une actrice française.

## Biographie

### Jeunesse
Natacha Lindinger naît le 20 février 1970 dans le 17e arrondissement de Paris, d’un père autrichien et d’une mère française. Ses parents, travaillant dans l’hôtellerie, n’ont eu de cesse d’entraîner Natacha et sa sœur à travers la planète et ce tous les deux ans au gré de leurs mutations. Elle a vécu à Abidjan, Papeete, Pointe-à-Pitre, Fort-de-France, Khartoum, Bujumbura, Le Caire et Casablanca.

### Carrière
En 1989, elle se forme au cours Florent pendant trois ans. Elle est repérée au festival d’Avignon.
En 2000 au théâtre, elle a notamment joué le rôle de Diane Lockhard dans Show Business de George Huang dans une adaptation de Guy Laurent, mise en scène par Thomas Langmann (Roy Sensini) avec Daniel Prévost (Buddy Ackerman) au Théâtre de la Gaîté-Montparnasse.
En 2008, elle interprète Sophie « bourgeoise catho » à la tête de la compagnie Soph'X dans la série Hard sur Canal+.
En 2009, elle incarne Misia Sert, la meilleure amie de Coco Chanel et Igor Stravinsky dans le film de Jan Kounen, présenté hors compétition en clôture du festival de Cannes.
Elle est Hélène Porter dans Hors du temps de Jean-Teddy Filippe avec Bruno Todeschini (Yann Porter) sur les îles Kerguelen pour Arte présenté au Festival international de cinéma Cinémascience de Bordeaux organisé par le CNRS.
En 2014, elle campe Elyane dans Papa Lumière de Ada Loueilh avec Bruno Todeschini (Guy) et Niels Arestrup : Jacques, expatrié à Grand-Bassam, retourne en France avec sa fille Safi, interprétée par Julia Coma.
Elle est amie avec Elsa Lunghini, sa partenaire dans Mon frère bien-aimé de Denis Malleval avec Katia Lewkowicz, prix du « polar » du meilleur film à la 8e édition du festival Polar de Cognac.
En 2015, elle joue dans trois épisodes des Petits Meurtres d'Agatha Christie, incarnant la médecin légiste Euphrasie Maillol, dont le commissaire Laurence, interprété par Samuel Labarthe, est follement amoureux.
À partir de 2018, elle interprète le rôle-titre, précédemment interprété par Mathilde Seigner, dans la saison 2 de Sam, réalisée par Gabriel Aghion et avec Fred Testot sur TF1. Le 21 novembre 2022, elle annonce quitter la série après 5 saisons pour « d'autres projets ». Elle est remplacée par Hélène de Fougerolles dès la saison 7.
En 2019, après le film La Faute, elle collabore à nouveau avec le réalisateur Nils Tavernier sur le tournage de L'Incroyable Histoire du facteur Cheval.

### Vie privée
En 2012, elle vit à Levallois-Perret avec son fils, Kim, né à la fin de l'année 2010.

## Filmographie
Sauf indication contraire, les informations mentionnées dans cette section peuvent être confirmées par la base de données cinématographiques IMDb,  présente dans la section « Liens externes ».

### Cinéma

#### Longs métrages
- 1995 : Ainsi soient-elles de Patrick Alessandrin et Lisa Alessandrin : la jeune femme sur la terrasse
- 1997 : Double Team de Tsui Hark : Kathryn Quinn
- 1998 : Mes amis de Michel Hazanavicius : Carla
- 1998 : La Ballade de Titus (le rêve de la carotte) : Jeanne
- 1999 : Cleves Land d'Arnaud Sélignac
- 2002 : Quelqu'un de bien de Patrick Timsit : Virginie
- 2003 : Ni pour ni contre (bien au contraire) de Cédric Klapisch : Caprice
- 2005 : Vive la vie de Yves Fajnberg : l'ex-femme
- 2006 : Célibataires de Jean-Michel Verner : Muriel
- 2007 : Les Deux Mondes de Daniel Cohen : Lucile
- 2009 : Coco Chanel et Igor Stravinsky de Jan Kounen : Misia Sert
- 2012 : La Clinique de l'amour d'Artus de Penguern : Samantha Bitch
- 2012 : Amitiés sincères[11] de François Prévôt-Leygonie et Stephan Archinard : Béatrice
- 2014 : Divin Enfant d'Olivier Doran : Elisabeth
- 2014 : Papa Lumière[11] de Ada Loueilh : Elyane
- 2017 : Les Ex de Maurice Barthélemy : Caroline Atlan
- 2018 : L'Incroyable Histoire du facteur Cheval de Nils Tavernier : Garance
- 2021 : OSS 117 : Alerte rouge en Afrique noire de Nicolas Bedos : Micheline Pierson
- 2024 : Sirènes d'Adeline Picault
- 2026 : Changer l'eau des fleurs de Jean-Pierre Jeunet

#### Courts métrages
- 1993 : La Falaise blanche de Gisli Erlingsson
- 1995 : Hand some man d'Eric de la Hosseraye
- 1995 : Bons baisers de Suzanne de Christian Merret-Palmair
- 1995 : Une femme par jour de Raynal Pellicer
- 1995 : Tout ça vaut mieux pour tout le monde de David Drach
- 1998 : À tout de suite de Douglas Law
- 2005 : Jack de Roland Collin : Victoria
- 2012 : Bye, bye maman de Keren Marciano : Monique, la mère d'Amandine

### Télévision

#### Séries télévisées
- 1991 : Cas de divorce : Gaëlle André
- 1992 - 1993 : Nestor Burma : Hélène Châtelain
- 1995 : Chien et Chat : Ingrid
- 1995 - 1996 : Les Bœuf-carottes : Sylvie Kaan
- 1999 : Vertiges : Delphine Frénel
- 1999 : Pepe Carvalho : Alexandra
- 1999 : Un homme en colère : Inès
- 2002 : L'Été rouge : Hélène de Graf
- 2003 : Commissaire Valence : Cécile
- 2003 : L'Agence coup de cœur : Margaux
- 2003 : Le Grand Patron : Elsa
- 2006 : Le Maître du Zodiaque : Capitaine Eva Trammel
- 2006 : Père et Maire : Patricia
- 2006 : La Lance de la destinée : Cécile Béranger
- 2006 : Commissaire Cordier : Estelle Fernandez
- 2008 - 2015 : Hard : Sophie
- 2010 : 1788... et demi : Comtesse Florence de Sacy
- 2012 : Caïn : Juge Anna Spiegelman
- 2013 : La Famille Katz : Karen Katz
- 2013 : Détectives : Justine Debricourt
- 2014 : La Loi de Barbara : Nadège Langevin
- 2014 : Accusé : Agathe Delors
- 2015 : Les Petits Meurtres d'Agatha Christie : Dr Euphrasie Maillol
- 2016 : Kaboul Kitchen : Victoria
- 2018-2022 : Sam : Sarah-Amélie Moreau « SAM »
- 2021 : Je te promets : Olivia Paris
- 2021 : Germinal : Mme Hennebeau
- 2022 : Le Flambeau : Les aventuriers de Chupacabra : Carole
- 2022 : @venir de Frank Bellocq : Sofia la mère d’Eliott
- 2025 : Menace imminente de Dan Sahar : Fleur Giroud
- 2025 : Ghosts : Fantômes en héritage d'Arthur Sanigou : la comtesse Marie-Catherine de Mérudeaux
- 2025 : Génération Alpha de Franck Brett : capitaine Béatrice Bochatay
- 2026 : Ceylan de Cathy Verney et Édouard Deluc : Louise Ceylan

#### Téléfilms
- 1992 : Fenêtre sur femmes de Don Kent : Élise d'Horville
- 1995 : Victor et François de Josée Dayan : Hélène
- 1995 : Passion mortelle de Claude-Michel Rome : Rachel Baldi
- 1995 : Une femme dans la nuit d'Éric Woreth : Laëtitia Laroche
- 1997 : La Parenthèse de Jean-Louis Benoît : Béatrice
- 1997 : Un étrange héritage de Laurent Dussaux : Cécile Lefort
- 1998 : Tous les papas ne font pas pipi debout de Dominique Baron : Dan
- 1998 : Micro climat de Marie Hélia : Annie
- 1998 : Only Love de John Erman : Denise
- 1999 : 20.13 - Mord im Blitzlicht de John Bradshaw : Carla
- 2000 : Passion assassine de Didier Delaître : Muriel Hélin
- 2001 : Dans la gueule du loup de Didier Dousset : Clotilde Chambord
- 2001 : Un couple modèle de Charlotte Brändström : Isabelle
- 2003 : Aurélien d'Arnaud Sélignac : Mary de Perceval
- 2004 : Les Eaux troubles de Luc Béraud : Bénédicte Lambert
- 2004 : L'Enfant de l'aube de Marc Angelo : Hélène
- 2005 : Lucas Ferré : le plaisir du mal de Marc Angelo : Ariane Mereanu
- 2006 : Le Porte-bonheur de Laurent Dussaux : L'infirmière rousse
- 2006 : Train Hôtel de Lluis Maria Güell : Brigitte
- 2007 : Roméro et Juliette de Willam Crepin : Juliette Lavigne
- 2007 : Confidences de Laurent Dussaux : Pauline
- 2008 : Villa Marguerite de Denis Malleval : Marie Muller
- 2008 : Le Repenti de Nicolas Durand-Zaiky : Anne
- 2009 : La mort n'oublie personne de Laurent Heynemann : Élisabeth Quinoux
- 2009 : Hors du temps de Jean-Teddy Filippe : Hélène Porter
- 2014 : Le Général du roi de Nina Companeez : Marie-Morgane Brilhac
- 2016 : Mon frère bien-aimé de Denis Malleval : Sonia Leroy
- 2018 : La Faute de Nils Tavernier : Claire
- 2022 : Entre ses mains de Vincent Lannoo : Clara
- 2023 : Parents à perpétuité de Safy Nebbou[19]
- 2026 : Après la fin de Frédéric Lopez

### Documentaires
- 2008 : Une année de sable de Eric Liston Grant : voix française de Clara Klaar[20]

## Théâtre
- 1990 : La Double Inconstance de Marivaux, mise en scène Christophe Lidon, festival d’Avignon
- 1991 : Qui est le véritable inspecteur Dupif ? (en) de Tom Stoppard, mise en scène Valérie Nègre et Lionel Abelanski
- 2000 : Show Business de George Huang, adaptation de Guy Laurent, mise en scène Thomas Langmann, théâtre de la Gaîté-Montparnasse : Diane Lockhard

## Distinctions

### Récompenses
- Festival du film policier de Cognac 1996 : prix d'interprétation[2] pour Passion mortelle
- Roma Fiction Fest (it) 2008 : mention spéciale du jury[21] pour Hard